# 嘉門達夫の生ネタ道場
『嘉門達夫の生ネタ道場』（かもんたつおのなまネタどうじょう）は、2007年5月から同年10月までブロードバンド・コミュニケーションサイトcasTYで生配信されていたバラエティ番組である。

## 概要
パソコンテレビ・GyaO（バラエティ）で放送されていた『嘉門達夫のナリキン投稿天国』（以下ナリ天）が終了し、ナリ天ファンや「ネタ職人」と呼ばれるナリ天時代の投稿者たちの難民化を危惧した嘉門タツオ（旧名・嘉門達夫）がその受け皿として立ち上げた番組である。
配信時間は毎週金曜日21:30 - 23:00頃、再配信時間は毎週火曜日19:00 - 20:30頃。7月27日配信分までは23:00 - 24:30、8月3日配信分は23:30 - 翌日1:00に配信。
casTYでの生配信は基本的にひかり荘というアパートから行なわれていたが、この番組は2007年7月20日配信分までは嘉門の自宅兼仕事場（書斎）で行なっていた。後にひかり荘から生配信を行なうようになった。第1回の生配信は2007年5月4日に行われたが、ネタの書き込みはその2週間前である同年4月20日から可能となっていた。掲示板に書き込むには、掲示板荒らしを防止するためにcasTYにアカウント情報を登録する必要があった。
番組で読まれたネタは嘉門のCDとして取り扱われることがあり、歌ネタに関しては印税が発生するものもあった。

## 投稿システム
嘉門の過去に発表した歌やネタを宿題として、視聴者が掲示板に書き込むシステムとなっていた。このシステムの特徴として、番組の配信中以外の時間にも書き込みができ、その書き込みを嘉門が配信前に掲示板に書き込まれたネタのチェックを行い、嘉門が心惹かれたネタのみを生配信時に発表していた。
また、宿題として立ち上げたスレッドには、例題として嘉門が以前に発表した曲の一部を見ることができた。
1ネタ採用につき原則1ポイントが加算され（コーナーによってはさらに加点あり）、10ポイントで「入門」、100ポイント獲得すると「初段」となり、100ポイント毎に段位が昇格し、1,000ポイントで「師範」の称号が与えられた。
生配信時には、メイン嘉門達夫コミュニティーBBSのスレッド（旧ネタ投稿スレッドでは「何でも書き込んでや〜スレッド」）に書き込みをしていくと、嘉門がそれを読んでいく方式だった。なお、コミュニティーBBSの書き込みは読まれてもポイント対象外であったが、999番と1000番に書き込みをした人に関しては1ポイントが入った。
過去に発表した歌、ネタ以外にも、宿題としてスレッドを立ち上げていないものについては「ネタ何でもスレッド」というスレッドに書き込むことができた。このスレッドは過去に嘉門が発表した歌、ネタ以外にも、視聴者が新たに考え出した（嘉門自身のものではない）歌、ネタを書き込むことができた。このネタ何でもスレッドで嘉門が惹かれる書き込みが多くなると、その歌やネタが新しいスレッドとして昇格することがあった。人気の無いスレッドは、嘉門がスレッドを消しておくようにとスタッフに頼むことがあった。
生配信中、嘉門が特に書き込みに惹かれたネタについては、番組の最後に優秀なネタとして、その投稿者に嘉門の自宅の書斎にあるものを送る（+10ポイント加算）という特典があった。また、月末の放送では月間で読まれた数が一番多い投稿者には、嘉門の自宅からエクスパックで嘉門の自宅からある物が送られていた。

## かつて存在したスレッド
- 嘉門達夫コミュニティBBS
- 生ネタ道場 ネタ何でもスレッド
- ちゃうちゃうちゃう
- Mr.説教MAN
- 俺だけかぁー
- どないやねん
- クセついちゃってさ
- もおええやろ！キミ
- あるか いやない
- あったらコワイセレナーデ
- せーへんか？
- いらん事言わんでええねん！
- これは何かの陰謀だ！
- ラブレター
- 権利なし替え歌
- 法則
- 会話・ショートソング
- 間違って覚えてた日本語
- こんなんなくても生きていける
- 若頭
- 冷やし中華シリーズ
- 五段活用